# ایوایلو یوردانوف
ایوایلو یوردانوف (بلغاری: Ивайло Стоименов Йорданов؛ زادهٔ ۲۲ آوریل ۱۹۶۸) بازیکن سابق و مربی فوتبال اهل بلغارستان است.
از باشگاه‌هایی که در آن بازی کرده‌است می‌توان به باشگاه فوتبال اسپورتینگ اشاره کرد.
وی همچنین در تیم ملی فوتبال بلغارستان بازی کرده‌است.